# Jardinet Pihet-Beslay
Le jardinet Pihet-Beslay est un espace vert du 11e arrondissement de Paris, en France.

## Situation et accès
Le site est accessible par le 2, rue Pihet. Avec 92 m2, c'est le deuxième plus petit jardin de Paris (après le jardin Alice-Saunier-Seïté).
Il est desservi par la ligne 3 à la station Parmentier.

## Origine du nom
Il est situé à l'angle de la rue Pihet et du passage Beslay qui lui ont donné son nom.

## Historique
Le jardin est créé en 1978.